# Fédération française de volley
La Fédération française de volley (ou FFVolley), anciennement FFVB, est une association créée en 1936 qui constitue l'instance dirigeante du volley-ball en France. Son siège est basé à Créteil (94). Depuis le 3 septembre 2015, elle est présidée par Éric Tanguy.
La fédération regroupe près de 183 120 licenciés, répartis dans 1 337 clubs. Elle s'organise autour d'un comité directeur et d'un bureau exécutif qui gère la fédération, ainsi que de commissions centrales et d'une direction technique qui participent à la mise en œuvre
La FFVB est la fondatrice de la Fédération internationale de volley-ball (FIVB). Elle y est également affiliée, de même qu'à la Confédération européenne de volley-ball (CEV).
Depuis 2017, la FFVB a changé de nom, elle s'appelle désormais la FFVolley, le nouveau logo voit le jour.

## Palmarès des équipes nationales

### Senior
- Masculin
  - Jeux olympiques
    - Vainqueur : 2020, 2024

  - Championnat du monde
    - Troisième : 2002

  - Championnat d'Europe
    - Vainqueur : 2015
    - Vice-champion : 1948, 1987, 2003, 2009
    - Troisième : 1951, 1985

  - Ligue des nations (/Ligue mondiale)
    - Vainqueur : 2015, 2017
    - Finaliste : 2006, 2018
    - Troisième : 2016, 2021

  - Jeux méditerranéens
    - Vainqueur : 1993, 1997
- Féminine
  - Jeux méditerranéens
    - Finaliste : 1983, 1993

### Junior
- Masculin moins de 21 ans
  - Championnat du monde
    - Vice-champion : 1999

  - Championnat d'Europe
    - Vainqueur : 2008
    - Vice-champion : 1994, 1998, 2002, 2006
    - Troisième : 2000, 2014

### Cadet
- Masculin moins de 19 ans
  - Championnat du monde
    - Troisième : 2007

  - Championnat d'Europe
    - Vainqueur : 2007, 2009
    - Vice-champion : 2005, 2011
    - Troisième : 2001

## Histoire[3]

### Les débuts (1936-1941)
Alors que des compétitions sont organisées depuis 1929, sous l'égide de la Fédération sportive et gymnique du travail (FSGT), Félix Castellant dépose le 2 février 1936, les statuts de Fédération française de volley-ball au Ministère des Loisirs. Elle est purement administrative (ni clubs, ni licenciés) jusqu'au 21 février 1938, date à laquelle la fédération enregistre l'affiliation de son premier club : l'Association sportive Gan Blancan Paris. À la fin de l'année 1938, la fédération compte six clubs (parmi lesquels le Volley-Ball Club de Narbonne est le seul club de province). Le premier championnat de France est naturellement organisé le 13 août 1938 à Pontaillac, plage de Royan. La compétition est gagnée par l'Amicale de Paris, seulement quatre clubs parisiens y participaient. Le premier championnat de France féminin est lui organisé en 1941 et a été remporté par la Villa Primerose de Bordeaux.

### Les premières rencontres internationales (1938-1946)
La première rencontre internationale eut lieu le 3 décembre 1938 au Stade Pierre-de-Coubertin à Paris, et opposait l'équipe de France à la Grèce (victoire grecque sur le score de 3-2 [6-15, 15-6, 15-8, 9-15, 15-9]) mais la France étant composée de quatre joueurs russes (Soïmonov, Tikhménov, Néviadomski et Igor Stépanoff) et la Grèce d’étudiants grecs de Paris, on ne peut pas considérer cette rencontre comme officielle. La 4e place obtenue par la France (équipe composée exclusivement d'étudiants russes) lors des jeux mondiaux universitaires de Monaco en 1939, ne peut être non plus considérée comme officielle. La première véritable rencontre internationale de l'équipe de France fut disputée le 27 août 1946 à Prague, ce jour-là la Tchécoslovaquie battit la France sur le score de 3-0 (15-11, 15-9, 15-8).

### Les présidents de la FFVolley
- Félix Castellant : 2 février 1936 – 1945.
- Paul Libaud : 1945 – 1961, créateur en 1947 de la FIVB qu'il présidera jusqu'en 1984
- Jean Jourdan : 1961 – 1965.
- Bernard Mauche (1928-2020) : 1965 – 1973[4].
- Georges Boudry : 1973 – 17 novembre 1984.
- André Leclercq : 17 novembre 1984 – 29 mai 1994.
- Gabriel Nucci : 29 mai 1994 – 16 novembre 1996.
- Maurice Boisseau : 16 novembre 1996 – 1999.
- Jacques Shaw (1933-2020) : 1999 – 11 décembre 2004.
- Gil Pellan (1952-2013) : 11 décembre 2004 – 6 septembre 2008.
- Serge Deloutre : 6 septembre 2008 – 17 avril 2010.
- Maurice Boisseau : (par intérim) 17 avril 2010 – 31 juillet 2010.
- Patrick Kurtz : 31 juillet 2010 – 12 janvier 2013.
- Yves Bouget : 12 janvier 2013 – 30 mai 2015.
- Éric Tanguy : 5 septembre 2015 – en cours.

### Licenciés
Note : La saison sportive débute le 1er juillet et se termine le 30 juin l'année suivante.
| Saisons   | Total masc. | Total fém. | Total   | Clubs |
| --------- | ----------- | ---------- | ------- | ----- |
| 1979/1980 | 038 132     | 025 680    | 063 812 | 1 626 |
| 1980/1981 | 036 613     | 025 638    | 062 251 | 1 821 |
| 1981/1982 | 038 432     | 026 998    | 065 430 | 1 791 |
| 1982/1983 | 037 605     | 025 977    | 063 582 | 1 568 |
| 1983/1984 | 038 408     | 026 703    | 065 111 | 1 578 |
| 1984/1985 | 040 123     | 027 277    | 067 400 | 1 569 |
| 1985/1986 | 039 823     | 027 312    | 067 135 | 1 663 |
| 1986/1987 | 042 860     | 028 538    | 071 398 | 1 675 |
| 1987/1988 | 046 322     | 033 075    | 079 397 | 1 699 |
| 1988/1989 | 049 937     | 045 256    | 095 193 | 1 738 |
| 1989/1990 | 049 148     | 048 004    | 097 152 | 1 771 |
| 1990/1991 | 047 104     | 045 837    | 092 941 | 1 790 |
| 1991/1992 | 045 409     | 043 299    | 088 708 | 1 772 |
| 1992/1993 | 046 134     | 042 692    | 088 826 | 1 768 |

| Saisons   | Total masc. | Total fém. | Total   | Clubs |
| --------- | ----------- | ---------- | ------- | ----- |
| 1993/1994 | 044 696     | 041 347    | 087 300 | 1 754 |
| 1994/1995 | 047 464     | 043 565    | 091 029 | 1 802 |
| 1995/1996 | 049 545     | 048 594    | 098 139 | 1 811 |
| 1996/1997 | 050 977     | 049 568    | 100 545 | 1 860 |
| 1997/1998 | 051 427     | 049 651    | 101 078 | 1 854 |
| 1998/1999 | 050 964     | 048 580    | 099 544 | 1 807 |
| 1999/2000 | 050 948     | 046 531    | 097 479 | 1 799 |
| 2000/2001 | 052 989     | 048 402    | 101 391 | 1 792 |
| 2001/2002 | 054 438     | 047 435    | 101 873 | 1 856 |
| 2002/2003 | 055 281     | 046 062    | 101 343 | 1 816 |
| 2003/2004 | 057 127     | 048 779    | 105 906 | 1 729 |
| 2004/2005 | 055 027     | 046 841    | 101 868 | 1 711 |
| 2005/2006 | 054 668     | 046 369    | 101 037 | 1 696 |
| 2006/2007 | 054 819     | 046 434    | 101 253 | 1 667 |

| Saisons   | Total masc. | Total fém. | Total   | Clubs |
| --------- | ----------- | ---------- | ------- | ----- |
| 2007/2008 | 052 791     | 045 556    | 098 347 | 1 478 |
| 2008/2009 | 052 497     | 046 504    | 099 001 | 1 478 |
| 2009/2010 | 063 984     | 056 468    | 120 452 | 1 577 |
| 2010/2011 | 062 129     | 056 159    | 118 288 | 1 453 |
| 2011/2012 | 061 500     | 055 487    | 116 987 | 1 401 |
| 2012/2013 | 066 634     | 059 628    | 126 262 | 1 424 |
| 2013/2014 | 065 409     | 058 962    | 124 371 | 1 421 |
| 2014/2015 | 065 816     | 059 094    | 124 910 | 1 409 |
| 2015/2016 | 071 648     | 065 055    | 136 703 | 1 409 |
| 2016/2017 | 075 249     | 066 486    | 141 735 | 1 377 |
| 2017/2018 | 072 756     | 063 669    | 136 425 | 1 454 |
| 2018/2019 | 077 297     | 066 962    | 144 259 | 1 363 |
| 2019/2020 | 073 449     | 062 585    | 136 034 | 1 337 |
| 2020/2021 | 0.          | 0.         | .       | .     |

| Saisons   | Total masc. | Total fém. | Total | Clubs |
| --------- | ----------- | ---------- | ----- | ----- |
| 2021/2022 | 0.          | 0.         | .     | .     |
| 2022/2023 | 0.          | 0.         | .     | .     |

## Les championnats de la Ligue A aux départementales
| Niveau | Championnat masculin                                                      | Championnat masculin                                                      | Championnat masculin                                                      | Championnat masculin                                                      | Championnat masculin                                                      | Championnat masculin                                                      | Championnat masculin                                                      | Championnat masculin                                                      | Championnat féminin                                                       | Championnat féminin                                                       | Championnat féminin                                                       | Championnat féminin                                                       | Championnat féminin                                                       | Championnat féminin                                                       | Championnat féminin                                                       | Championnat féminin                                                       |                                                                   |                                                                   |                                                                   |                                                                   |                                                                   |                                                                   |                                                                   |                                                                   |                                                                   |                                                                   |                                                                   |                                                                   |                                                                   |                                                                   |                                                                   |                                                                   |                                                                   |                                                                   |                                                                   |                                                                   |                                                                   |                                                                   |                                                                   |                                                                   |                                                                   |                                                                   |                                                                   |                                                                   |                                                                   |                                                                   |
| 1      | Ligue A 14 clubs Statut professionnel                                     | Ligue A 14 clubs Statut professionnel                                     | Ligue A 14 clubs Statut professionnel                                     | Ligue A 14 clubs Statut professionnel                                     | Ligue A 14 clubs Statut professionnel                                     | Ligue A 14 clubs Statut professionnel                                     | Ligue A 14 clubs Statut professionnel                                     | Ligue A 14 clubs Statut professionnel                                     | Ligue A 12 clubs Statut professionnel                                     | Ligue A 12 clubs Statut professionnel                                     | Ligue A 12 clubs Statut professionnel                                     | Ligue A 12 clubs Statut professionnel                                     | Ligue A 12 clubs Statut professionnel                                     | Ligue A 12 clubs Statut professionnel                                     | Ligue A 12 clubs Statut professionnel                                     | Ligue A 12 clubs Statut professionnel                                     |                                                                   |                                                                   |                                                                   |                                                                   |                                                                   |                                                                   |                                                                   |                                                                   |                                                                   |                                                                   |                                                                   |                                                                   |                                                                   |                                                                   |                                                                   |                                                                   |                                                                   |                                                                   |                                                                   |                                                                   |                                                                   |                                                                   |                                                                   |                                                                   |                                                                   |                                                                   |                                                                   |                                                                   |                                                                   |                                                                   |
| 2      | Ligue B 10 clubs Statut professionnel                                     | Ligue B 10 clubs Statut professionnel                                     | Ligue B 10 clubs Statut professionnel                                     | Ligue B 10 clubs Statut professionnel                                     | Ligue B 10 clubs Statut professionnel                                     | Ligue B 10 clubs Statut professionnel                                     | Ligue B 10 clubs Statut professionnel                                     | Ligue B 10 clubs Statut professionnel                                     | Élite féminine Poule A 6 clubs Statut semi-professionnel, amateur         | Élite féminine Poule A 6 clubs Statut semi-professionnel, amateur         | Élite féminine Poule B 6 clubs Statut semi-professionnel, amateur         | Élite féminine Poule B 6 clubs Statut semi-professionnel, amateur         | Élite féminine Poule C 6 clubs Statut semi-professionnel, amateur         | Élite féminine Poule C 6 clubs Statut semi-professionnel, amateur         | Élite féminine Poule D 6 clubs Statut semi-professionnel, amateur         | Élite féminine Poule D 6 clubs Statut semi-professionnel, amateur         | Élite féminine Poule D 6 clubs Statut semi-professionnel, amateur | Élite féminine Poule D 6 clubs Statut semi-professionnel, amateur | Élite féminine Poule D 6 clubs Statut semi-professionnel, amateur | Élite féminine Poule D 6 clubs Statut semi-professionnel, amateur | Élite féminine Poule D 6 clubs Statut semi-professionnel, amateur | Élite féminine Poule D 6 clubs Statut semi-professionnel, amateur | Élite féminine Poule D 6 clubs Statut semi-professionnel, amateur | Élite féminine Poule D 6 clubs Statut semi-professionnel, amateur | Élite féminine Poule D 6 clubs Statut semi-professionnel, amateur | Élite féminine Poule D 6 clubs Statut semi-professionnel, amateur | Élite féminine Poule D 6 clubs Statut semi-professionnel, amateur | Élite féminine Poule D 6 clubs Statut semi-professionnel, amateur | Élite féminine Poule D 6 clubs Statut semi-professionnel, amateur | Élite féminine Poule D 6 clubs Statut semi-professionnel, amateur | Élite féminine Poule D 6 clubs Statut semi-professionnel, amateur | Élite féminine Poule D 6 clubs Statut semi-professionnel, amateur | Élite féminine Poule D 6 clubs Statut semi-professionnel, amateur | Élite féminine Poule D 6 clubs Statut semi-professionnel, amateur | Élite féminine Poule D 6 clubs Statut semi-professionnel, amateur | Élite féminine Poule D 6 clubs Statut semi-professionnel, amateur | Élite féminine Poule D 6 clubs Statut semi-professionnel, amateur | Élite féminine Poule D 6 clubs Statut semi-professionnel, amateur | Élite féminine Poule D 6 clubs Statut semi-professionnel, amateur | Élite féminine Poule D 6 clubs Statut semi-professionnel, amateur | Élite féminine Poule D 6 clubs Statut semi-professionnel, amateur | Élite féminine Poule D 6 clubs Statut semi-professionnel, amateur | Élite féminine Poule D 6 clubs Statut semi-professionnel, amateur | Élite féminine Poule D 6 clubs Statut semi-professionnel, amateur | Élite féminine Poule D 6 clubs Statut semi-professionnel, amateur | Élite féminine Poule D 6 clubs Statut semi-professionnel, amateur |
| 3      | Élite masculine Poule A 8 clubs Statut amateur                            | Élite masculine Poule A 8 clubs Statut amateur                            | Élite masculine Poule A 8 clubs Statut amateur                            | Élite masculine Poule A 8 clubs Statut amateur                            | Élite masculine Poule B 8 clubs Statut amateur                            | Élite masculine Poule B 8 clubs Statut amateur                            | Élite masculine Poule B 8 clubs Statut amateur                            | Élite masculine Poule B 8 clubs Statut amateur                            | Nationale 2A 12 clubs                                                     | Nationale 2A 12 clubs                                                     | Nationale 2B 12 clubs                                                     | Nationale 2B 12 clubs                                                     | Nationale 2C 12 clubs                                                     | Nationale 2C 12 clubs                                                     | Nationale 2D 12 clubs                                                     | Nationale 2D 12 clubs                                                     |                                                                   |                                                                   |                                                                   |                                                                   |                                                                   |                                                                   |                                                                   |                                                                   |                                                                   |                                                                   |                                                                   |                                                                   |                                                                   |                                                                   |                                                                   |                                                                   |                                                                   |                                                                   |                                                                   |                                                                   |                                                                   |                                                                   |                                                                   |                                                                   |                                                                   |                                                                   |                                                                   |                                                                   |                                                                   |                                                                   |
| 4      | Nationale 2A 12 clubs                                                     | Nationale 2A 12 clubs                                                     | Nationale 2B 12 clubs                                                     | Nationale 2B 12 clubs                                                     | Nationale 2C 12 clubs                                                     | Nationale 2C 12 clubs                                                     | Nationale 2D 12 clubs                                                     | Nationale 2D 12 clubs                                                     | Nationale 3A 12 clubs                                                     | Nationale 3A 12 clubs                                                     | Nationale 3B 12 clubs                                                     | Nationale 3B 12 clubs                                                     | Nationale 3C 12 clubs                                                     | Nationale 3C 12 clubs                                                     | Nationale 3D 12 clubs                                                     | Nationale 3D 12 clubs                                                     |                                                                   |                                                                   |                                                                   |                                                                   |                                                                   |                                                                   |                                                                   |                                                                   |                                                                   |                                                                   |                                                                   |                                                                   |                                                                   |                                                                   |                                                                   |                                                                   |                                                                   |                                                                   |                                                                   |                                                                   |                                                                   |                                                                   |                                                                   |                                                                   |                                                                   |                                                                   |                                                                   |                                                                   |                                                                   |                                                                   |
| 4      | Nationale 2A 12 clubs                                                     | Nationale 2A 12 clubs                                                     | Nationale 2B 12 clubs                                                     | Nationale 2B 12 clubs                                                     | Nationale 2C 12 clubs                                                     | Nationale 2C 12 clubs                                                     | Nationale 2D 12 clubs                                                     | Nationale 2D 12 clubs                                                     | Nationale 3E 12 clubs                                                     | Nationale 3E 12 clubs                                                     | Nationale 3F 12 clubs                                                     | Nationale 3F 12 clubs                                                     | Nationale 3G 12 clubs                                                     | Nationale 3G 12 clubs                                                     | Nationale 3H 12 clubs                                                     | Nationale 3H 12 clubs                                                     |                                                                   |                                                                   |                                                                   |                                                                   |                                                                   |                                                                   |                                                                   |                                                                   |                                                                   |                                                                   |                                                                   |                                                                   |                                                                   |                                                                   |                                                                   |                                                                   |                                                                   |                                                                   |                                                                   |                                                                   |                                                                   |                                                                   |                                                                   |                                                                   |                                                                   |                                                                   |                                                                   |                                                                   |                                                                   |                                                                   |
| 5      | Nationale 3A 12 clubs                                                     | Nationale 3A 12 clubs                                                     | Nationale 3B 12 clubs                                                     | Nationale 3B 12 clubs                                                     | Nationale 3C 12 clubs                                                     | Nationale 3C 12 clubs                                                     | Nationale 3D 12 clubs                                                     | Nationale 3D 12 clubs                                                     |                                                                           |                                                                           |                                                                           |                                                                           |                                                                           |                                                                           |                                                                           |                                                                           |                                                                   |                                                                   |                                                                   |                                                                   |                                                                   |                                                                   |                                                                   |                                                                   |                                                                   |                                                                   |                                                                   |                                                                   |                                                                   |                                                                   |                                                                   |                                                                   |                                                                   |                                                                   |                                                                   |                                                                   |                                                                   |                                                                   |                                                                   |                                                                   |                                                                   |                                                                   |                                                                   |                                                                   |                                                                   |                                                                   |
| 5      | Nationale 3E 12 clubs                                                     | Nationale 3E 12 clubs                                                     | Nationale 3F 12 clubs                                                     | Nationale 3F 12 clubs                                                     | Nationale 3G 12 clubs                                                     | Nationale 3G 12 clubs                                                     | Nationale 3H 12 clubs                                                     | Nationale 3H 12 clubs                                                     |                                                                           |                                                                           |                                                                           |                                                                           |                                                                           |                                                                           |                                                                           |                                                                           |                                                                   |                                                                   |                                                                   |                                                                   |                                                                   |                                                                   |                                                                   |                                                                   |                                                                   |                                                                   |                                                                   |                                                                   |                                                                   |                                                                   |                                                                   |                                                                   |                                                                   |                                                                   |                                                                   |                                                                   |                                                                   |                                                                   |                                                                   |                                                                   |                                                                   |                                                                   |                                                                   |                                                                   |                                                                   |                                                                   |
| 6      | 24 Ligues régionales avec, une Pré-nationale ou Régionale ou Régionale 1. | 24 Ligues régionales avec, une Pré-nationale ou Régionale ou Régionale 1. | 24 Ligues régionales avec, une Pré-nationale ou Régionale ou Régionale 1. | 24 Ligues régionales avec, une Pré-nationale ou Régionale ou Régionale 1. | 24 Ligues régionales avec, une Pré-nationale ou Régionale ou Régionale 1. | 24 Ligues régionales avec, une Pré-nationale ou Régionale ou Régionale 1. | 24 Ligues régionales avec, une Pré-nationale ou Régionale ou Régionale 1. | 24 Ligues régionales avec, une Pré-nationale ou Régionale ou Régionale 1. | 24 Ligues régionales avec, une Pré-nationale ou Régionale ou Régionale 1. | 24 Ligues régionales avec, une Pré-nationale ou Régionale ou Régionale 1. | 24 Ligues régionales avec, une Pré-nationale ou Régionale ou Régionale 1. | 24 Ligues régionales avec, une Pré-nationale ou Régionale ou Régionale 1. | 24 Ligues régionales avec, une Pré-nationale ou Régionale ou Régionale 1. | 24 Ligues régionales avec, une Pré-nationale ou Régionale ou Régionale 1. | 24 Ligues régionales avec, une Pré-nationale ou Régionale ou Régionale 1. | 24 Ligues régionales avec, une Pré-nationale ou Régionale ou Régionale 1. |                                                                   |                                                                   |                                                                   |                                                                   |                                                                   |                                                                   |                                                                   |                                                                   |                                                                   |                                                                   |                                                                   |                                                                   |                                                                   |                                                                   |                                                                   |                                                                   |                                                                   |                                                                   |                                                                   |                                                                   |                                                                   |                                                                   |                                                                   |                                                                   |                                                                   |                                                                   |                                                                   |                                                                   |                                                                   |                                                                   |
| 7      | 12 Ligues régionales avec, chacune une Régionale ou Régionale 2.          | 12 Ligues régionales avec, chacune une Régionale ou Régionale 2.          | 12 Ligues régionales avec, chacune une Régionale ou Régionale 2.          | 12 Ligues régionales avec, chacune une Régionale ou Régionale 2.          | 12 Ligues régionales avec, chacune une Régionale ou Régionale 2.          | 12 Ligues régionales avec, chacune une Régionale ou Régionale 2.          | 12 Ligues régionales avec, chacune une Régionale ou Régionale 2.          | 12 Ligues régionales avec, chacune une Régionale ou Régionale 2.          | 12 Ligues régionales avec, chacune une Régionale ou Régionale 2.          | 12 Ligues régionales avec, chacune une Régionale ou Régionale 2.          | 12 Ligues régionales avec, chacune une Régionale ou Régionale 2.          | 12 Ligues régionales avec, chacune une Régionale ou Régionale 2.          | 12 Ligues régionales avec, chacune une Régionale ou Régionale 2.          | 12 Ligues régionales avec, chacune une Régionale ou Régionale 2.          | 12 Ligues régionales avec, chacune une Régionale ou Régionale 2.          | 12 Ligues régionales avec, chacune une Régionale ou Régionale 2.          |                                                                   |                                                                   |                                                                   |                                                                   |                                                                   |                                                                   |                                                                   |                                                                   |                                                                   |                                                                   |                                                                   |                                                                   |                                                                   |                                                                   |                                                                   |                                                                   |                                                                   |                                                                   |                                                                   |                                                                   |                                                                   |                                                                   |                                                                   |                                                                   |                                                                   |                                                                   |                                                                   |                                                                   |                                                                   |                                                                   |
| 8      | 3 Ligues régionales avec, chacune une Régionale 3.                        | 3 Ligues régionales avec, chacune une Régionale 3.                        | 3 Ligues régionales avec, chacune une Régionale 3.                        | 3 Ligues régionales avec, chacune une Régionale 3.                        | 3 Ligues régionales avec, chacune une Régionale 3.                        | 3 Ligues régionales avec, chacune une Régionale 3.                        | 3 Ligues régionales avec, chacune une Régionale 3.                        | 3 Ligues régionales avec, chacune une Régionale 3.                        | 3 Ligues régionales avec, chacune une Régionale 3.                        | 3 Ligues régionales avec, chacune une Régionale 3.                        | 3 Ligues régionales avec, chacune une Régionale 3.                        | 3 Ligues régionales avec, chacune une Régionale 3.                        | 3 Ligues régionales avec, chacune une Régionale 3.                        | 3 Ligues régionales avec, chacune une Régionale 3.                        | 3 Ligues régionales avec, chacune une Régionale 3.                        | 3 Ligues régionales avec, chacune une Régionale 3.                        |                                                                   |                                                                   |                                                                   |                                                                   |                                                                   |                                                                   |                                                                   |                                                                   |                                                                   |                                                                   |                                                                   |                                                                   |                                                                   |                                                                   |                                                                   |                                                                   |                                                                   |                                                                   |                                                                   |                                                                   |                                                                   |                                                                   |                                                                   |                                                                   |                                                                   |                                                                   |                                                                   |                                                                   |                                                                   |                                                                   |
| 9      | Comités Départementaux avec plusieurs niveaux suivant les départements.   | Comités Départementaux avec plusieurs niveaux suivant les départements.   | Comités Départementaux avec plusieurs niveaux suivant les départements.   | Comités Départementaux avec plusieurs niveaux suivant les départements.   | Comités Départementaux avec plusieurs niveaux suivant les départements.   | Comités Départementaux avec plusieurs niveaux suivant les départements.   | Comités Départementaux avec plusieurs niveaux suivant les départements.   | Comités Départementaux avec plusieurs niveaux suivant les départements.   | Comités Départementaux avec plusieurs niveaux suivant les départements.   | Comités Départementaux avec plusieurs niveaux suivant les départements.   | Comités Départementaux avec plusieurs niveaux suivant les départements.   | Comités Départementaux avec plusieurs niveaux suivant les départements.   | Comités Départementaux avec plusieurs niveaux suivant les départements.   | Comités Départementaux avec plusieurs niveaux suivant les départements.   | Comités Départementaux avec plusieurs niveaux suivant les départements.   | Comités Départementaux avec plusieurs niveaux suivant les départements.   |                                                                   |                                                                   |                                                                   |                                                                   |                                                                   |                                                                   |                                                                   |                                                                   |                                                                   |                                                                   |                                                                   |                                                                   |                                                                   |                                                                   |                                                                   |                                                                   |                                                                   |                                                                   |                                                                   |                                                                   |                                                                   |                                                                   |                                                                   |                                                                   |                                                                   |                                                                   |                                                                   |                                                                   |                                                                   |                                                                   |

## Les logos

Logo de la FFVB de [Quand ?] à [Quand ?]
Logo de la FFVB de [Quand ?] au 11 juillet
Logo de la FFVolley depuis le 11 juillet 2017